# Святая земля

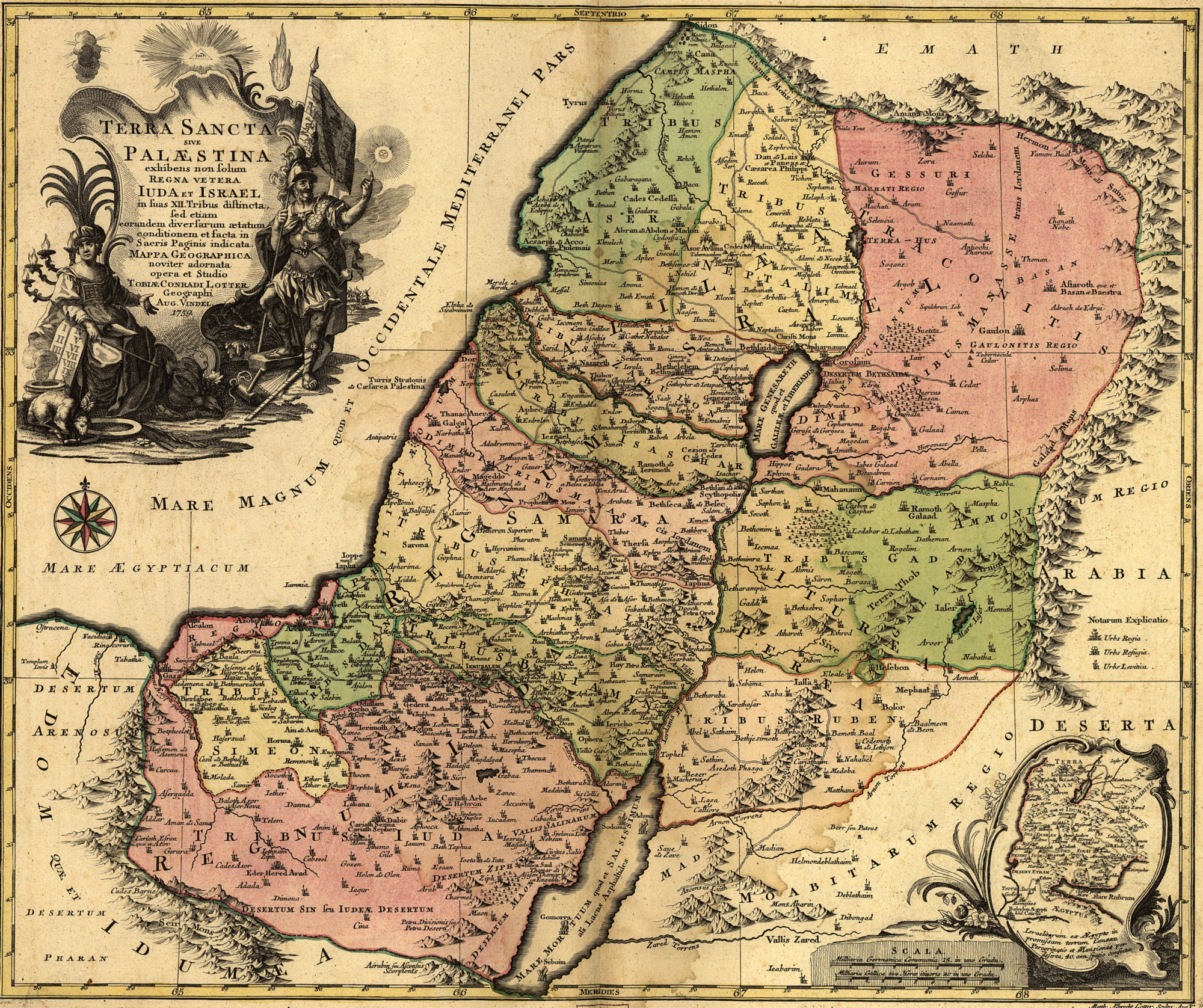
Карта Святой земли, 1759 год.

Свята́я земля́ (ивр. אֶרֶץ הַקֹּדֶשׁ‎, Эрец ха-Кодеш; лат. Terra Sancta; др.-греч. Ἅγῐοι Τόποι; церк.-слав. Ст҃а́ѧ землѧ̀; араб. اَلْأَرْض اَلْمُقَدَّسَة‎, ’аль-’Ард̣ ’аль-Мук̣аддаса) — территория, расположенная примерно между Средиземным морем и восточным берегом реки Иордан. Традиционно это синоним как библейской Земли Израильской, так и исторической Палестины. Термин «Святая земля» обычно относится к территории, примерно соответствующей современному Израилю, палестинским территориям, западной Иордании, частям южного Ливана и юго-западной Сирии. Иудеи, христиане и мусульмане считают эту землю святой.

## В иудаизме
В иудаизме и библейской истории термин «Земля Израильская» используется как наименование Земли обетованной, то есть обещанной Богом всем двенадцати коленам Израилевым, где имеют силу все 613 заповедей, в том числе многие, не применявшиеся вне её (например, связанные с храмовой службой или субботним годом). Израиль (יִשְׂרָאֵל‎, Исраэ́ль) — имя, данное библейскому патриарху Иакову, также означает еврейский народ (то есть общность потомков Иакова, где бы они ни жили), а также Израильское царство и, после его раскола — название северного Израильского царства (в отличие от южного царства — Иудеи).

## В христианстве
Святая земля — общее европейское наименование Иерусалима и окружающих его территорий. Географически отождествляется с Палестиной. Название возникло из-за размещения на этих землях основных христианских святынь, которые являлись следами проходивших здесь событий священной (библейской) истории или были как-то с ними связаны (например: Гефсиманский сад, Голгофа и так далее).

## История Святой земли
До крестовых походов единственными обладателями Святых мест являлись церковные общины Востока — греко-православная, грузинская, армянская, сирийско-якобитская, коптская и абиссинская; после крестовых походов Святые места перешли в управление Римско-католической церкви (латинян).
Когда в 1187 году Иерусалим вновь был занят мусульманами, султан Саладин овладел как ключами Гроба Господня, так и прочими Святыми местами, и лишь впоследствии постепенно удалось латинянам и грекам, пользуясь благоприятными обстоятельствами, получить право владения Святыми местами.
В 1230 году папа Григорий IX назначил францисканцев стражами Святых мест. С XVI века Франция стала защитницей римско-католической церкви на Востоке и добилась от Порты подтверждения прав францисканцев на владение Святыми местами. Между латинянами и греками с давних пор происходило соперничество по поводу различных льгот и преимуществ, которыми пользовались последователи обоих исповеданий при посещении Святых мест. Их споры затрудняли Порту, которая решала дела то в пользу одной, то в пользу другой стороны и часто вызывала неудовольствие обеих.
В 1740 году Франция добилась от султана для католической церкви новых привилегий в ущерб православию; но затем при равнодушии французов к религиозным делам грекам удалось получить от визирей большую часть храма Гроба Господня, храм Рождества Христова в Вифлееме и один из трёх ключей от Пещеры Рождества.
Когда 1808 год церковь над Гробом Господним сгорела, греки взяли на себя сооружение нового храма и сделались единственными владельцами большей его части. В XIX веке Россия выступила в качестве покровительницы всех греко-православных христиан на Востоке и предъявила требование на обладание ключом от церкви Святого Гроба. Этому воспротивилась Франция, которая в 1850 году потребовала на основании договора 1740 года, чтобы католическому духовенству была возвращена большая церковь в Вифлееме с правом поставить там новую звезду, переменить ковры в Пещере Рождества и вообще иметь в исключительном владении Гробницу Пресвятой Богородицы и камень помазания; вместе с тем Франция присваивала себе право сделать необходимые починки в большом куполе храма Гроба Господня и восстановить в нём всё, как было до пожара 1808 года.
Вследствие возражений России Порта обещала грекам дать право совершать литургию в церкви Вознесения, до того времени принадлежавшей исключительно католикам; грекам предоставлено было также право возобновить купол без вмешательства католиков, но последним было разрешено совершать службу у Гробницы Богородицы, и они получили право, наравне с греками и армянами, иметь ключи от юго-восточных и северных врат Вифлеемской церкви. Вскоре, однако, Османская империя под влиянием Франции уклонилась от исполнения данных России обещаний. Это вызвало прекращение дипломатических сношений между Россией и Османской империи, а затем Крымскую войну 1853—1855 годов, вследствие неудачного для России исхода которой её требования остались не исполненными.
В 1868—1869 годах Россия вместе с Францией возобновила купол над Святым Гробом, после чего и Россия получила право владения церковью Святого Гроба.
К началу XX века различные права на церковь Гроба Господня выглядели следующим образом: султан считался владельцем земли под церковью и воздуха над церковью; ключи от церкви находились в руках мусульман; они же охраняли здание церкви и наблюдали за порядком внутри здания. Церковь образовывала общую собственность (лат. condominium) шести вероисповеданий; главными собственниками являлись три привилегированных вероисповедания в Иерусалиме — латиняне, греки и армяне; меньшие права имели копты, яковиты и эфиопы. Церковь в Вифлееме принадлежала грекам; что касается пещеры, то на неё предъявляли притязание как восточная церковь, так и латиняне.
В вопросе об обладании Святыми местами следует различать общее владение, исключительное владение и право пользования. Берлинский конгресс 1878 года постановил, что относительно Святых мест должно быть сохранено status quo.
Начиная с 60-х годов XX века территория Святой земли является предметом арабо-израильского конфликта.